# 블라디미르 콘스탄티노프 (정치인)

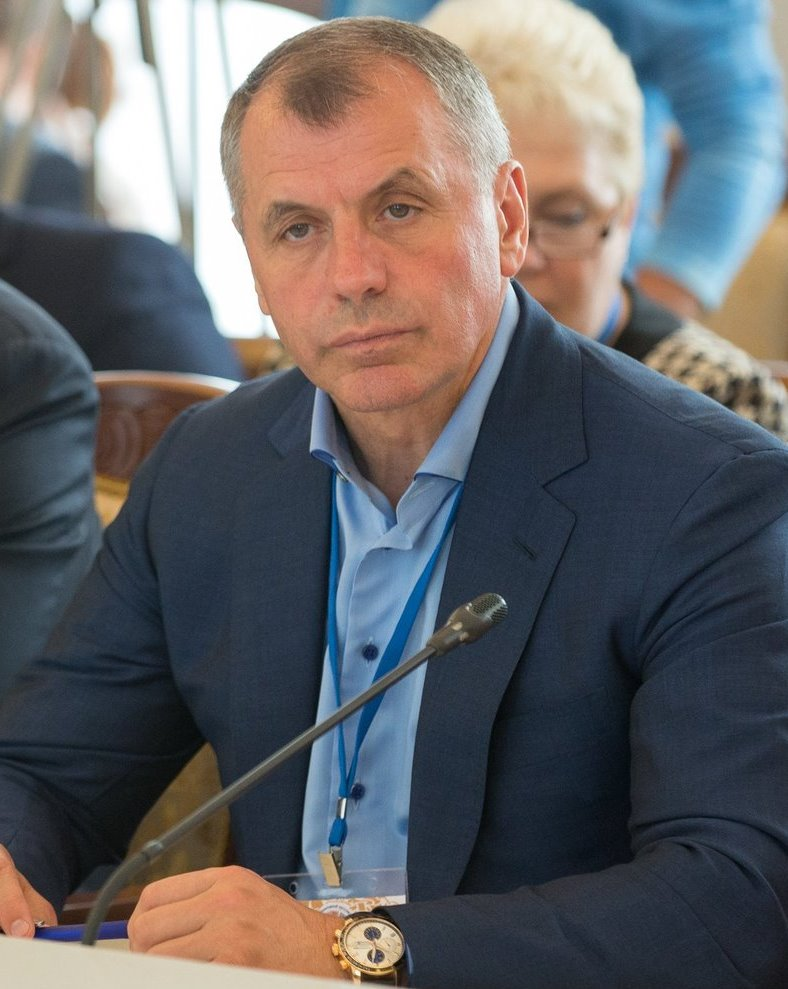
블라디미르 콘스탄티노프

블라디미르 안드레예비치 콘스탄티노프(러시아어: Влади́мир Андре́евич Константи́нов, 우크라이나어: Володимир Андрійович Константинов, 1956년 11월 19일 ~ )는 러시아의 정치인으로, 현재 크림 공화국의 크림 의회 의장으로 재직하고 있다.
2010년 3월 17일부터 2014년 3월 17일까지 크림 자치 공화국의 최고 위원회 의장을 역임했다. 2014년 3월 5일 키이우의 셰브첸코 지방 법원은 자칭 지도자 세르게이 악쇼노프와 블라디미르 콘스탄티노프의 구금에 대해 판결했다. 우크라이나 보안국은 그들을 법정으로 불렀다. 2014년 3월 15일 우크라이나 의회는 크림 최고위원회를 해산했다.
2012년에 콘스탄티노프는 크림반도를 러시아에 병합하라는 요구를 강력하게 비난했다. 2014년 2월 20일 모스크바를 방문하는 동안 그는 1954년 러시아 소비에트 사회주의 연방 공화국에서 우크라이나 소비에트 사회주의 공화국으로 크림반도를 이전한 것이 실수였다고 말했다. 2014년 3월부터 콘스탄티노프는 2014년 러시아 크림반도 병합을 강력히 지지하고 있다.